# Urlibellen
Die Urlibellen (Anisozygoptera oder Epiophlebioptera) sind eine Unterordnung der Libellen und umfassen drei oder vier rezente Arten in einer einzigen Gattung Epiophlebia. Die Unterordnung wurde ursprünglich für fossile Arten aufgestellt, ist aber in dieser Verwendung nicht monophyletisch.

## Merkmale

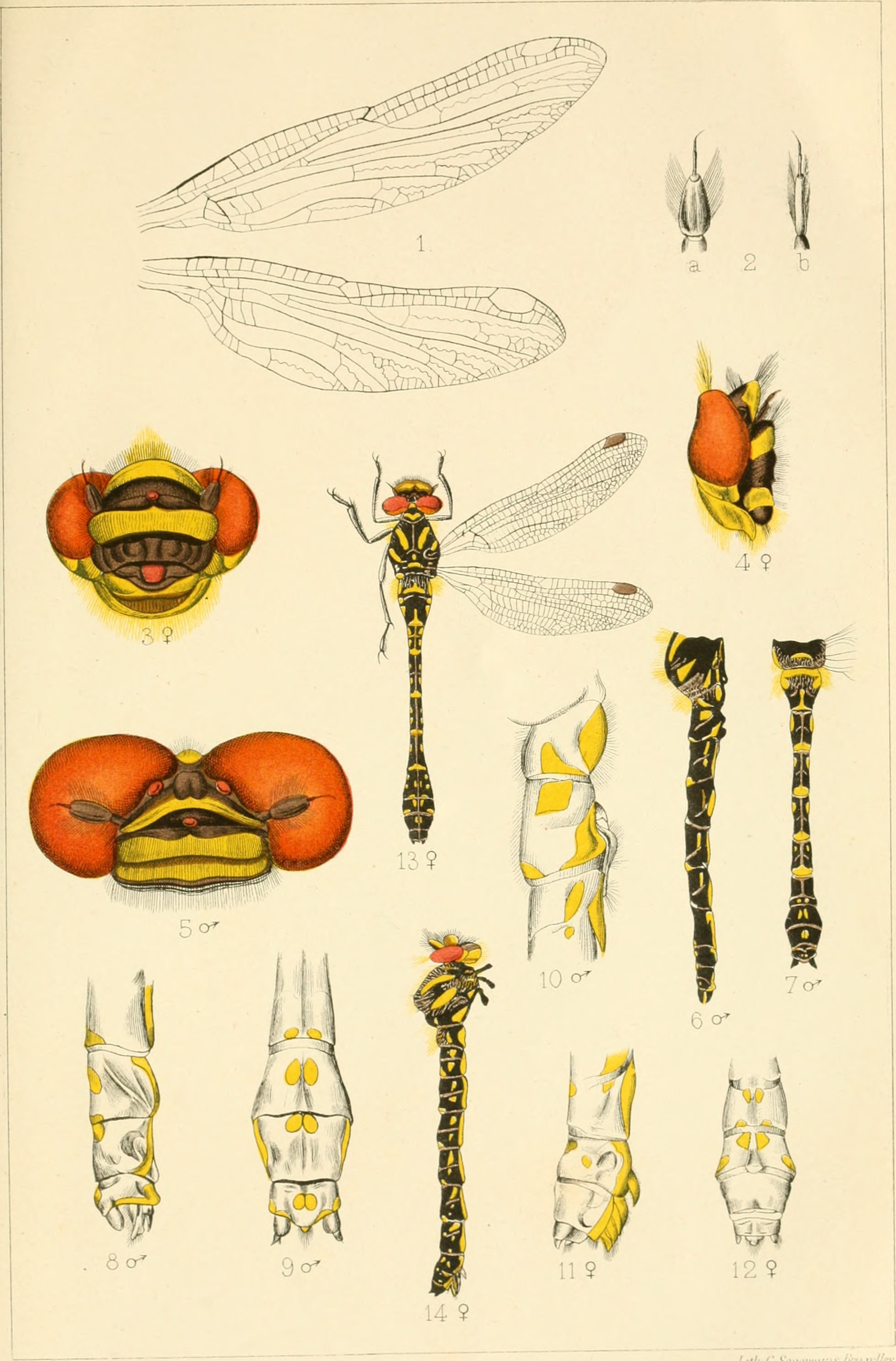
Detailabbildung zu Epiophlebia superstes durch Edmond de Selys-Longchamps, 1889

### Imagines
Epiophlebia-Arten sind robuste Libellen mit einer Körperlänge von etwa 48 bis 60 Millimeter. Sie sind in der Grundfärbung braun bzw. schwarz und gelb gezeichnet, Kopf und Thorax sind auffallend und lang behaart. Sie ähneln im Habitus Großlibellen (Anisoptera), allerdings sind die Flügel deutlich gestielt und werden in Ruhelage, wie bei einer Kleinlibelle (Zygoptera) zusammengeklappt über dem Rumpf getragen.
Der Kopf ist je nach Art rein braunschwarz gefärbt oder gelb gezeichnet. Er trägt zwei große Komplexaugen, die in der Mitte breit voneinander getrennt sind. Die dazwischen liegenden, durch den gewölbten Vertex getrennten drei Ocellen sind untereinander gleich groß. Der Clypeus ist in zwei Teile, Anteclypeus und Postclypeus, geteilt, der Anteclypeus nur schwach sklerotisiert. Die Genae (Wangen) tragen laterale Tuberkel. Das Labrum ist, ungewöhnlich für Libellen, kurz und breit mit mittig vorspringenden Seiten. Die Antennen sind fünfgliedrig, die Antennengeißel haarförmig schmal. Der Rumpfabschnitt ist braun bis schwarz gefärbt mit zwei diagonalen gelben Streifen. Im Flügelgeäder sind folgende Merkmale typisch: Im Vorderflügel ist die Diskalzelle ungeteilt und rechteckig. Der Arculus (die schräg abzweigende Ader, mit der der Median vom Radius abzweigt) zweigt in Höhe der ersten beiden antenodalen Queradern ab. Allerdings ist das Flügelgeäder hochgradig variabel, teilweise sogar zwischen rechtem und linkem Flügel desselben Individuums. Der Hinterleib ist zylindrisch, er verbreitert sich keulenförmig im hinteren Abschnitt des achten und im neunten Segment. Er ist braun bis schwarz mit einer Reihe dreieckiger Flecken auf der Oberseite des zweiten bis achten Segments. Der Eiablageapparat der Weibchen ist wie bei allen Kleinlibellen und vielen Großlibellen ein voll funktionsfähiger Ovipositor.

### Larven
Die Larven der Urlibellen ähneln im Habitus den Großlibellenlarven, sie sind unspezifisch bräunlich gefärbt. Die späteren Larvenstadien sind langgestreckt mit parallelseitigem Hinterleib. Der Körper ist im Querschnitt oben gerundet, die Unterseite ist abgeflacht. Sie können von ähnlichen Großlibellenlarven an den fünfgliedrigen Antennen und an den Seiten des Hinterleibs gelegenen Stridulationsorganen unterschieden werden. Auf der Dorsalseite (Oberseite) des Hinterleibs sitzt auf dem siebten bis neunten Segment beiderseits eine Reihe unauffälliger, gebuckelter Fortsätze. Die Larven der Urlibellen atmen wie Großlibellenlarven durch rektale Tracheen, können sich aber nicht durch Ausstoß von Wasser fortbewegen.

## Verbreitung
Das Verbreitungsgebiet der Urlibellen liegt in Ostasien. Die älteste bekannte Art, Epiophlebia superstes, ist in Japan verbreitet. Epiophlebia laidlawi ist aus dem Himalaya (Nepal und Bhutan) bekannt. Die beiden später beschriebenen Arten schließen die Verbreitungslücke zwischen diesen beiden Arten, da sie beide aus China beschrieben wurden. Epiophlebia sinenis wurde aus dem Nordosten Chinas und Epiophlebia diana aus dem zentralen China beschrieben. Vor allem über diese beiden Arten ist nur wenig bekannt, da nur wenige Individuen gefunden wurden, während Epiophlebia superstes in Japan eine gut bekannte Art darstellt. Auch Epiophlebia laidlawi ist nicht besonders gut erforscht.

## Ökologie und Lebensweise
Epiophlebia laidlawi lebt im Himalaya in isolierten subtropischen Kiefernwäldern, in Höhen zwischen 2200 und 3600 m. Die Larven leben in schnellfließenden Gebirgsbächen bei Temperaturen zwischen 3 und 18° C. Die Larvalentwicklung aller Epiophlebia-Arten ist langsam, sie benötigen soweit bekannt vier bis fünf Jahre bis zum Schlupf der Imago. Alle bisher bekannten Larvalgewässer sind kalte, schnell fließende, unverschmutzte Gebirgsbäche mit Kies- oder Felsgrund.
Der Flug (untersucht bei Epiophlebia superstes) ist sehr schnell und geradlinig. Die Art kann im Schwirrflug auf der Stelle verharren. Die Landung wirkt eher unbeholfen, insbesondere auf den Boden. Die Schlagfrequenz der streng gegenläufig bewegten Flügelpaare liegt bei etwa 52 Herz, ein für eine Libelle vergleichsweise hoher Wert, höher als bei allen bekannten Kleinlibellen. Der Flug der Art ist in gerader Linie sehr schnell, sie ist aber im Vergleich zu Großlibellen wenig manövrierfähig und kaum in der Lage, enge Kurven zu fliegen.

## Phylogenie, Taxonomie, Systematik
Die Epiophlebia-Arten sind die einzigen rezenten Libellen, die sich nicht in die beiden Unterordnungen der Großlibellen und Kleinlibellen einordnen lassen. Morphologisch zeigen sie ein eigenartiges Mosaik von Merkmalen beider Unterordnungen. So ist der Thorax in seinen Proportionen großlibellen-artig, während die Flügel eher denjenigen von Kleinlibellen ähneln. Sowohl nach morphologischen wie nach genetischen Untersuchungen wurde die Gattung übereinstimmend als Schwestergruppe der Großlibellen ermittelt. Das gemeinsame Taxon wird Epiprocta genannt.
Problematisch werden die Zusammenhänge, wenn auch die zahlreichen fossilen Libellentaxa in die Untersuchung mit einbezogen werden. Seit einer umfassenden Revision von André Nel und Kollegen ist klar, dass das, was traditionell Anisozygoptera genannt wird, eine paraphyletische Zusammenfügung nicht zusammengehörender Taxa aus der Stammgruppe der rezenten Anisoptera ist, von denen einige Gruppen näher mit diesen als mit den rezenten Epiophlebiidae verwandt sind. Einige Systematiker plädieren deshalb dafür, den Namen Anisozygoptera für die Gruppe besser zu vermeiden. Da bei Namen oberhalb der Familiengruppe im Prinzip völlige Freiheit der Namensvergabe besteht, da der Code darauf keine Anwendung findet, plädieren andere dafür, den gut eingeführten Namen beizubehalten.
Die Gliederung der Gattung in zwei Untergattungen durch Frank Louis Carle 2012 hat keine Anerkennung gefunden.
Die Artenzahl innerhalb der Gattung ist umstritten. Es werden, je nach Autoren, zwischen zwei und vier Arten anerkannt.
- Epiophlebia superstes (Selys, 1889). Typusart der Gattung. Verbreitet in Japan.
- Epiophlebia laidlawi Tillyard, 1921. verbreitet im Himalaya, in Nepal, Bhutan und Indien.
- Epiophlebia sinensis Li & Nel, 2012. in China und Nordkorea.[1]
- Epiophlebia diana Carle, 2012. Beschrieben nach Larvenfunden aus dem westlichen Sichuan, China, die bereits 1930 durch James George Needham gesammelt worden waren.[11] Die Art wird von vielen Taxonomen nicht anerkannt, da eine Differenzierung gegenüber der früher beschriebenen Epiophlebia sinensis, beschrieben als Imago, unmöglich ist.[2]